# Rusty LaRue
Rusty Lee LaRue (Winston-Salem, Carolina del Norte, 12 de octubre de 1973) es un exjugador y entrenador de baloncesto estadounidense que disputó cinco temporadas en la NBA, además de jugar en la NBA D-League, la liga francesa, la italiana y la rusa. Con 1,91 metros de estatura, jugaba en la posición de base. Actualmente es entrenador del West Forsyth High School en Carolina del Norte.

## Trayectoria deportiva

### Universidad
Jugó durante cuatro temporadas con los Demon Deacons de la Universidad de Wake Forest, en las que promedió 6,2 puntos y 1,9 rebotes por partido. Además de jugar al baloncesto, compitió también durante su estancia en la universidad en fútbol americano, donde batió hasta en ocho ocasiones su propio récord de pases, e incluso un año en béisbol. Finalmente se centró en el baloncesto, dejando dos récords de su universidad, el de mejor porcentaje de triples y el segundo con más triples anotados. Se convirtió en el primer jugador desde 1951 en disputar tres deportes a la vez en la Atlantic Coast Conference, y el segundo de la historia de la conferencia.

### Profesional
Tras no ser elegido en el 1996, jugó en ligas menores hasta que fichó por dos meses por el Paris Basket Racing de la liga francesa para sustituir a un jugador lesionado, regresando a su país para jugar en los Connecticut Pride, y posteriormente en los Idaho Stampede, ambos de la CBA. A comienzos de la temporada 1997-98 fichó por los Chicago Bulls, donde en su primera temporada el equipo se proclamó campeón, a pesar de que LaRue pasó la mayor parte de la misma lesionado. Disputó 14 partidos en los que promedió 3,5 puntos.
Tras dos temporadas más en el equipo, fue despedido, regresando a la CBA, donde completó una buena temporada, que hizo que el CSKA Moscú se fijara en él, jugando en el equipo ruso una temporada. Regresó a su país en 2001 para fichar por el Asheville Altitude de la recién creada NBA D-League, con los que disputó una temporada en la que promedió 12,0 puntos y 2,8 asistencias por partido. Su buena temporada le llevó a fichar por los Utah Jazz, con los que jugó 33 partidos en los que promedió 5,8 puntos y 2,2 asistencias.
En 2002 fichó por el Pallacanestro Varese de la liga italiana, donde completó una temporada en la que promedió 8,3 puntos y 2,1 rebotes por partido. Regresó a su país al año siguiente para volver a jugar en los Asheville Altitude, con los que se proclamó campeón de liga, promediando 10,4 puntos y 2,2 asistencias por partido, siendo el mejor anotador de tiros de 3 de la competición, con un 49,4% de acierto.
Con la temporada 2003-04 ya avanzada, fichó por diez días con los Golden State Warriors, con los que jugó sus últimos cuatro partidos como profesional.

### Selección nacional
En 1997 es convocado por la selección de Estados Unidos para disputar el Campeonato FIBA Américas, donde consiguieron la medalla de oro.

### Entrenador
Tras retirarse, ejerció como entrenador en el Greensboro College durante un año, pasando los cuatro siguientes como asistente de equipos de fútbol americano. Los cuatro años siguientes los pasaría como entrenador de baloncesto en una escuela de su ciudad natal, hasta que en 2009 aceptó ser asistente en Wake Forest.

## Estadísticas de su carrera en la NBA
|  | Denota temporada en la que fue Campeón de la NBA |

### Temporada regular
| Año     | Equipo       | PJ | PT | MPP  | %TC  | %3P   | %TL   | RPP | APP | ROB | TPP | PPP |
| ------- | ------------ | -- | -- | ---- | ---- | ----- | ----- | --- | --- | --- | --- | --- |
| 1997–98 | Chicago      | 14 | 0  | 10.0 | .408 | .250  | .625  | .6  | .4  | .2  | .1  | 3.5 |
| 1998–99 | Chicago      | 43 | 6  | 17.0 | .359 | .337  | 1.000 | 1.3 | 1.5 | .8  | .1  | 4.7 |
| 1999–00 | Chicago      | 4  | 1  | 32.3 | .349 | .143  | .714  | 2.5 | 2.8 | 1.8 | .0  | 9.3 |
| 2001–02 | Utah         | 33 | 0  | 16.4 | .395 | .340  | .857  | 1.5 | 2.2 | .5  | .2  | 5.8 |
| 2003–04 | Golden State | 4  | 0  | 5.5  | .333 | 1.000 | .500  | .8  | .5  | .5  | .0  | 1.0 |
| Total   |              | 98 | 7  | 16.0 | .376 | .318  | .841  | 1.3 | 1.6 | .6  | .1  | 5.0 |

### Playoffs
| Año     | Equipo | PJ | PT | MPP  | %TC  | %3P  | %TL  | RPP | APP | ROB | TPP | PPP |
| ------- | ------ | -- | -- | ---- | ---- | ---- | ---- | --- | --- | --- | --- | --- |
| 2001–02 | Utah   | 4  | 0  | 13.3 | .375 | .400 | .600 | 1.5 | 1.5 | .2  | .0  | 5.0 |
| Total   |        | 4  | 0  | 13.3 | .375 | .400 | .600 | 1.5 | 1.5 | .2  | .0  | 5.0 |